# Wicked (boekenserie)
Wicked is een fantasy jeugdboekenreeks geschreven door de Amerikaanse schrijfster Jennifer L. Armentrout. De reeks bestaat uit drie boeken en drie novellen. De trilogie speelt zich af in New Orleans en volgt Ivy Morgan, een jonge vrouw die deel uitmaakt van een geheime orde die de mensheid beschermt tegen faes — gevaarlijke, bovennatuurlijke wezens die zich voeden met menselijke levensenergie.

## Delen
- 1: Wicked (2014)
- 2: Torn (2016)
- 3: Brave (2017)
- 4: The Prince (2018)
- 5: The King (2019)
- 6: The Queen (2020)